# Francisco Manuel Raposo de Almeida
Francisco Manuel Raposo de Almeida (Rabo de Peixe, 15 de agosto de 1817 — Pindamonhangaba, 17 de março de 1886) foi um jornalista, escritor romântico, dramaturgo e teatrólogo luso-brasileiro. Foi deputado à Assembleia Legislativa Provincial de Santa Catarina. 

## Biografia
Nasceu na freguesia de Rabo de Peixe, na ilha de São Miguel (Açores), no seio de uma família de recursos modestos, filho de António Raposo Tavares. Apesar de não ter frequentado inicialmente o sistema educativo do tempo, cedo demonstrou grande inteligência e aptidão para as letras, o que lhe permitiu mudar-se para Ponta Delgada e frequentar os meios intelectuais daquela cidade.
Terá conhecido Almeida Garrett em 1832, quando este esteve em casa do cônsul britânico William Harding Read quando de passagem pela ilha de São Miguel, o que explicaria ter partido para Lisboa com o objectivo de estudar. Em Lisboa, foi protegido por Almeida Garrett e foi com essa protecção que frequentou o Real Colégio dos Nobres, escola onde concluiu os estudos preparatórios de Humanidades.
Matriculou-se seguidamente na Universidade de Coimbra, mas sabe-se apenas que esteve matriculado na Faculdade de Filosofia e Matemática no ano lectivo de 1840-1841. Neste último ano, ou no início do seguinte, regressou a Ponta Delgada, dedicando-se ao teatro, escrevendo e encenando algumas peças. Sabe-se que naquela cidade levou à cena uma peça intitulada O Monge da Serra d'Ossa e que em 1842 na Caloura escreveu parte do drama O Camões.
Foi apoiante do setembrismo e opositor ao governo de Costa Cabral, tendo eventualmente participado num qualquer movimento conspirativo. Terá sido por essa razão que em 1844 aparece a cumprir pena de exílio na ilha da Madeira, onde no Machico, continua a redacção do drama O Camões.
Em 1846, após o início da revolta da Maria da Fonte e aparentemente ainda por razões políticas, transferiu-se para o Brasil, fixando-se inicialmente na cidade do Rio de Janeiro.
Na cidade do Rio de Janeiro foi inicialmente solicitador e escriturário, tendo trabalhado nessa capacidade para a comunidade de comerciantes portugueses ali fixados até 1848. Nesse ano mudou-se para Santos, onde abriu uma tipografia, a Typographia Imparcial, mantendo-se nesse ramo de negócio entre 1848 e 1853. Foi nessa tipografia que editou algumas das suas obras, entre as quais o drama O Camões (1851). Ingressou então na docência de primeiras letras, sendo sucessivamente professor em Pindamonhangaba (1853-1857), na cidade do Rio de Janeiro (1857-1858), na cidade do Desterro, hoje Florianópolis (1858-1862), na cidade do Salvador (1862-1865), no Recife (1865-1870), em Goiana (1870-1873) e, de novo, em Pindamonhangaba, onde faleceu.
Durante a sua permanência em Desterro (Florianópolis), foi deputado à Assembleia Legislativa Provincial de Santa Catarina na 13ª legislatura (1860 — 1861).
Paralelamente à sua actividade profissional, dedicou-se à escrita, revelando-se um escritor romântico e polifacetado, cultivando diversos géneros literários. Cultivou o teatro, a poesia, o romance, o artigo literário e político, a dissertação académica, o ensaio histórico e biográfico e as memórias. Sendo professor, também se dedicou às obras de carácter didáctico, deixando várias publicadas. Também deixou poesia lírica dispersa. Contudo a áreas a que deu mais importância foram a história, o teatro, tendo sido membro do Conservatório Dramático do Rio de Janeiro (1847), e o jornalismo, tendo fundado e dirigindo vários jornais.
Deixou dispersos vário trabalhos históricos, em especial sobre história sacra, incluindo várias memórias sobre os jesuítas em Pernambuco e sobre vários estabelecimentos pios, incluindo o Recolhimento da Glória. Um dos seus trabalhos, a "Breve Memória sobre o Método mais Fácil de Investigar, Coleccionar e Organizar os Materiais de História", publicado em 1868 na Revista do Instituto Pernambucano, foi estimado pelos historiógrafos brasileiros.
Apesar da sua actividade como tipógrafo, muitas das suas peças teatrais ficaram por publicar e há apenas notícia segura de uma das suas peças ter sido levada à cena. Sabe-se que a peça O Monge de Serra d'Ossa foi representada em Ponta Delgada, talvez em 1843, e depois em 1856 na cidade de São José, no Brasil. O drama O Conjurado ou Os Conspiradores foi aprovado para representação pelo Conservatório Nacional de Lisboa, mas não chegou a ser representado, fincando também inédito. Os dramas D. Afonso VI ou O Destronado, Inês de Castro e A Favorita também ficaram inéditos.
Foi sócio de diversas instituições culturais brasileiras, tendo sido colaborador assíduo no campo da História do Brasil com dissertações nas revistas do Instituto Histórico e Geográfico Brasileiro e do Instituto Arqueológico, Histórico e Geográfico Pernambucano, de que foi fundador em Goiana. Foi também 1.º secretário e relator da efémera Academia Filomática do Rio de Janeiro. O seu drama O Camões foi lido em duas sessões da Academia Filomática, em 1847, o que o autor regista em nota preambular na edição de 1851.

## Obras publicadas
Francisco Manuel Raposo de Almeida deixou uma vasta obra dispersa pelos múltiplos periódicos em que colaborou e uma grande variedade de monografias. Entre as obras publicadas conta-se:
Teatro
- Leitura Académica do Camões, Rio de Janeiro, 1847;
- Martim de Freitas, Rio de Janeiro, 1847;
- O Camões, Santos, 1851;
- O Monge da Serra d'Ossa, Santos, 1851.

Romance
- O Monge da Caloura, publicado em folhetim, primeiro em O Mosaico, Lisboa, 1840, e depois na Nova Gazeta dos Tribunais, Rio de Janeiro, 1848.

Biografia
- Biografia do Marquês de Santa Cruz, Baía, 1863;
- Biografia de D. Manuel do Monte Rodrigues de Araújo, Bispo do Rio de Janeiro, Conde de Irajá, Baía, 1864;
- Biografia do Cónego Francisco José Tavares da Gama, Goiana, 1871;
- "Notícia biográfica de José Soares de Azevedo", in Poesias Selectas de José Soares de Azevedo, Recife, 1879.

Memórias
- Folhas de Um Álbum, Santos, 1851.

História
- Discurso Inaugural da Cadeira de História do Seminário Arquiepiscopal da Baía, Salvador, 1863;
- Elementos de História Universal, Recife, 1867,
- Discurso de Introdução à História da Igreja Pernambucana, na revista do Instituto Arqueológico, Histórico e Geográfico Pernambucano, 1867;
- História Eclesiástica do Brasil (referida por Franklin Távora na Revista do Instituto Histórico e Geográfico Brasileiro, 1886);
- Catálogo dos Bispos de Pernambuco, 1868;
- "Breve Memória sobre o Método mais Fácil de Investigar, Coleccionar e Organizar os Materiais de História", na Revista do Instituto Pernambucano, 1868.